# Hang Con Moong
Hang Con Moong (theo tiếng địa phương có nghĩa là "hang con thú") là một hang đá trong Vườn quốc gia Cúc Phương. Tuy Vườn quốc gia Cúc Phương phần lớn thuộc tỉnh Ninh Bình nhưng hang Con Moong lại thuộc xã Thành Yên, huyện Thạch Thành, tỉnh Thanh Hóa. Ngày 23/11/2016, hang Con Moong và các di tích phụ cận đã được công nhận là Di tích quốc gia đặc biệt.

## Khảo cổ học
Hang được phát hiện tháng 11 năm 1974 và khai quật lần đầu tiên năm 1976. Đây là một hang thông hai đầu, dài khoảng 30–40 m, trần hang cao 8,41 m. Bằng phương pháp Cácbon 14 (C14), các nhà khoa học đã chứng minh niên đại của các lớp đất đá trong hang là 15 ngàn năm (lớp cuối), 12-10 ngàn năm (lớp giữa) và 7-10 ngàn năm (lớp trên). Các lớp đất đá này cho thấy quá trình phát triển liên tục của con người tiền sử.
Tiến sĩ khảo cổ học Nguyễn Khắc Sử (Viện Khảo cổ học Việt Nam) cho rằng hang Con Moong cùng với động Người Xưa, hang Đắng, mái đá Mộc Long và hang Lai tạo thành một quần thể di tích cho thấy một cộng đồng dân cư cư trú trong một thung lũng rộng lớn, có sự thay đổi về dân số, vị trí cư trú và phương thức sản xuất và cộng đồng này góp phần tạo nên văn hóa Đa Bút.
Qua các lần khai quật đã phát hiện một số ngôi mộ có di cốt người.
Di tích Hang Con Moong gắn với một số di tích hang động ở vườn quốc gia Cúc Phương cho thấy khoảng sau 7000 năm TCN, cư dân nơi đây đã làm một cuộc di cư vĩ đại, vươn ra chiếm lĩnh đồng bằng châu thổ huyện Vĩnh Lộc (Thanh Hóa) và Nho Quan - Tam Điệp (Ninh Bình) tạo dựng nên bộ mặt văn hóa mới - văn hóa Đa Bút - văn hóa Trung kỳ Đá mới Việt Nam. Có thể coi đây là công cuộc di cư khai phá châu thổ sông Hồng và sông Mã đầu tiên trong lịch sử.

## Các di tích phụ cận
Song song với việc hoàn thiện khai quật hang Con Moong, các nhà khoa học đã khảo sát, khai quật và nghiên cứu các hang động xung quanh khu vực hang Con Moong. Từ Con Moong, trải qua hàng chục ngàn năm do biến đổi của khí hậu, thời tiết dẫn đến môi trường sinh sống được mở rộng, kỹ nghệ chế tác công cụ lao động, sinh hoạt ngày càng tiến bộ, người nguyên thủy đã tách ra từng bầy nhóm, di chuyển đến các hang động Mang Chiêng, hang Diêm, hang Lai, hang Mộc Long, Mái đá Mộc Long, Hang Đắng (Động Người xưa), hang Bố giáo … Những kết quả nhiên cứu đó đã góp phần nâng tầm giá trị lịch sử - văn hóa của quần thể di tích - hang động khu vực hang Con Moong.
- Di tích Hang Lai: nằm trong dãy núi đá vôi thuộc thôn Thành Trung, xã Thành Yên, huyện Thạch Thành. Hang có hình hàm ếch, cao hơn mặt ruộng khoảng 10m - 15m, cửa hướng Tây Nam, rộng 8,5m, vòm cao 6,2m. Trước cửa hang có một khoảng đất khá bằng phẳng, lòng hang hình tam giác chạy theo hướng Bắc - Đông Bắc.
- Động Người Xưa: nằm trên núi đá vôi trong khu rừng Cúc Phương, huyện Nho Quan tỉnh Ninh Bình. Động Người Xưa rất thoáng vì có một cửa hang ở trên đỉnh núi hút gió vào nên người tiền sử đã chọn hang động này làm nơi sinh sống. Năm 1966 Viện khảo cổ Việt Nam phối hợp với VQG Cúc Phương, các chuyên gia Đức, đã tiến hành khai quật hang động này đã phát hiện được 3 ngôi mộ cổ với các bộ xương người đã hoá thạch còn khá nguyên vẹn. Động Người Xưa cùng với động Sơn Cung, động Phò Mã, động Thủy Tiên, động Trăng Khuyết là những điểm du lịch thuộc khu vực rừng Cúc Phương.
- Di tích Hang Lý Chùn: như một mái đá nhỏ, cửa hướng Tây - Tây Nam, cao hơn mặt ruộng 0,60m - 0,80m, cửa rộng khoảng 5m, vòm cao 2m không phẳng nhiều diềm và nhũ đá rủ xuống, chiều dài sâu trên 2m, vách hang có những vỉa đá lan ra cửa, có nhiều mảng khối trầm tích chứa xương răng động vật hóa thạch.
- Di tích Hang Bố Giáo: thuộc địa phận thôn Yên Sơn 2, xã Thành Yên, huyện Thạch Thành. Khu vực I là 11.311m2, cao 174,6m so với mực nước biển và cao khoảng 51m so với chân núi, cửa hang quay hướng chính Tây. Hang có hai khoang, ngăn cách nhau bởi các cột nhũ đá lớn.
- Di tích Hang Diêm: thuộc xã Cúc Phương huyện Nho Quan tỉnh Ninh Bình, nằm trong khu vực vùng đệm của Vườn quốc gia Cúc Phương, khu vực I là 19.881m2 và khu vực II là 21.491m2; cao 179,5m so với mực nước biển, cách hang Con Moong 3,239 km về phía Đông Nam. Hang có hình ống dài trên 50m, rộng trung bình 10m. Phần diện tích có thể khai quật được rộng 200m2, hướng Đông Nam, nhìn xuống một thung lũng karst hẹp.
- Di tích Hang Mang Chiêng (hay còn gọi là Vang Chiêng): nằm trong địa bàn của Vườn Quốc gia Cúc Phương, thuộc xã Cúc Phương huyện Nho Quan tỉnh Ninh Bình, trước cửa hang có hai cây Vông lớn nên nhân dân còn gọi là hang Cây Vông.
- Di tích Hang Mộc Long và Mái đá Mộc Long: nằm trên một phía của núi Chùa thuộc xã Thành Minh, khu vực I là 19.479m2 và khu vực II là 5.421m2, cao 104,9m. Hai di tích này cách nhau gần 10m, ở độ cao 25m so với thung lũng dưới chân núi.

## Di sản văn hóa
Từ năm 2006, Chính phủ Việt Nam đồng ý lập hồ sơ đề cử hang Con Moong là di sản văn hóa thế giới. Nếu di chỉ khảo cổ hang Con Moong và các di chỉ cư trú khác tại Vườn quốc gia Cúc Phương được UNESCO vinh danh, đây sẽ là di sản thế giới liên tỉnh đầu tiên ở Việt Nam.